# Arenaria emarginata
Arenaria emarginata är en nejlikväxtart som beskrevs av Felix de Silva Avellar Brotero. Arenaria emarginata ingår i släktet narvar, och familjen nejlikväxter. Inga underarter finns listade i Catalogue of Life.